# Eksamen (film)
 For alternative betydninger, se Eksamen (flertydig). (Se også artikler, som begynder med Eksamen)
Eksamen er en dansk kortfilm fra 1993 med Thomas Villum Jensen som hovedskuespiller.
Filmen handler om en dreng, der måske skulle have forberedt sig bedre til sin skriftlige eksamen. Han lader sig forstyrre af omgivelserne og får svært ved at fokusere på opgaven.
Fotograf er Eric Kress, og manuskript og instruktion er udført af Eddie Thomas Petersen.

## Ekstern henvisning
- Eksamen på Internet Movie Database (engelsk)
- Eksamen på Filmdatabasen
- Eksamen på danskfilmogtv.dk
- Eksamen på The Movie Database (engelsk)